# Architects’ Darling
Der Architects’ Darling war ein Award für Hersteller und Lieferanten aus den Bereichen Bau, Ausstattung und Einrichtung, der durch die Heinze Marktforschung 2011 anlässlich des 50-jährigen Firmenjubiläums gestiftet worden war. Die Preisträger wurden in Branchenbefragungen in  Architektur-Fachzeitschriften sowie dem Onlineangebot Baudienst.de ermittelt. Die Verleihgala fand jeweils im Rahmen des Celler Werktags statt.

## Gewinner 2011
Die Preisträger für die Verleihung des Architects´ Darling am 25. Oktober 2011 in Celle:

### Produkt-Awards 2011
| Kategorie                     | Gewinner            |
| ----------------------------- | ------------------- |
| Außenanlagen und Entwässerung | MEA Group           |
| Bad                           | Grohe               |
| Bauchemische Produkte         | Brillux             |
| Bodenbeläge                   | Agrob Buchtal       |
| Dachdeckung                   | Monier Braas        |
| Elektro-Installation          | Gira                |
| Fassade                       | Schüco              |
| Fenster                       | Velux               |
| Flachdach                     | Paul Bauder         |
| Gebäudeheizung                | Buderus             |
| Leuchten                      | Zumtobel            |
| Mauerwerk                     | Xella (Marke Ytong) |
| Sanitärtechnik                | Dallmer             |
| Sonnenschutz                  | Warema              |
| Türen und Tore                | Hörmann             |
| Trockenbau                    | Knauf Gips          |
| Wärmedämmung                  | Rockwool            |

### Themen-Awards 2011
| Kategorie        | Gewinner         |
| ---------------- | ---------------- |
| Design           | FSB              |
| Innovation       | Knauf Gips       |
| Barrierefreiheit | Hewi             |
| Energieeffizienz | Wienerberger     |
| Nachhaltigkeit   | Knauf Insulation |

## Gewinner 2012
Die Preisträger zur Verleihung des Architects´ Darling am 6. November 2012 in Celle:

### Produkt-Awards 2012
| Kategorie                    | Gewinner                   |
| ---------------------------- | -------------------------- |
| Abdichtung                   | Paul Bauder                |
| Architekten-Software         | Nemetschek Allplan         |
| Aufzugstechnik               | OTIS                       |
| Beliebteste Fachmesse        | BAU, München               |
| Büromöbel                    | Wilkhahn                   |
| Dämmstoffe                   | Saint-Gobain Isover        |
| Elastische Bodenbeläge       | nora systems               |
| Entwässerungstechnik         | ACO Gruppe                 |
| Fassade                      | Rheinzink                  |
| Installationstechnik         | Geberit                    |
| Kleber und Mörtel            | PCI                        |
| Klima und Lüftung            | Trox Group                 |
| Regenerative Energien        | Stiebel Eltron             |
| Sanitäre Objekte und Zubehör | Villeroy & Boch            |
| Sicherheitstechnik           | Dorma                      |
| Textile Bodenbeläge          | Armstrong DLW              |
| Trockenbau                   | Knauf Gips                 |
| Türen und Beschläge          | FSB Franz Schneider Brakel |
| Wärmedämmverbundsysteme      | Brillux                    |
| Treppen                      | KENNGOTT                   |

### Themen-Awards 2012
Eine Fachjury, bestehend aus dem Juryvorsitzenden Henning Stüben vom Büro JDS Architects und weiteren Kommunikationsexperten aus Wissenschaft und Praxis sowie weiteren namhaften Vertretern internationaler Top-Architekturbüros, prämierte zusätzlich unter den Anbietern aller Produktbereiche die Gewinner in den folgenden Kategorien:
| Kategorie                  | Gewinner           |
| -------------------------- | ------------------ |
| Beste App                  | GIRA               |
| Beste Homepage             | Kaldewei           |
| Beste Social Media Präsenz | Nemetschek Allplan |

## Gewinner 2013
Die Preisträger zur Verleihung des Architects´ Darling am 5. November 2013 in Celle:

### Produkt-Awards 2013
| Kategorie                    | Gewinner                          |
| ---------------------------- | --------------------------------- |
| Licht                        | ERCO                              |
| Automatiktüren               | DORMA                             |
| Fliesen und Platten          | Villeroy & Boch Fliesen           |
| Fliesenverlegezubehör        | Schlüter-Systems                  |
| Flachdach                    | Paul Bauder                       |
| Mauerwerk                    | Ytong                             |
| Elektroinstallationstechnik  | Gira                              |
| Brandschutz                  | Deutsche Rockwool                 |
| Bestes Weiterbildungsangebot | Knauf Gips                        |
| Sonnenschutz                 | Warema                            |
| Lieblings Fachmesse          | Messe München „BAU“               |
| Holzböden                    | Kaindl                            |
| Sanitäre Armaturen           | Hansgrohe                         |
| Bauchemie (Farben, Lacke)    | Brillux                           |
| Steildach                    | Braas Monier                      |
| Heizung                      | Bosch Thermotechnik Marke Buderus |
| Schallschutz/Akustik         | Knauf Gips                        |
| Außenanlagen                 | KANN Baustoffwerke                |
| Befestigungstechnik          | HALFEN                            |
| Tore und Garagen             | Hörmann                           |

### Themen-Awards 2013
Eine Fachjury, bestehend aus dem Juryvorsitzenden Klemens Skibicki von Brain Injection und weiteren Experten aus Wissenschaft und Praxis sowie namhaften Vertretern internationaler Top-Architekturbüros, prämierte zusätzlich unter den Anbietern aller Produktbereiche die Gewinner in den folgenden Kategorien:
| Kategorie                         | Gewinner                             |
| --------------------------------- | ------------------------------------ |
| Beste Architekten-App             | Deutsche Rockwool EinsparRadgeberApp |
| Beste Website                     | AGROB BUCHTAL                        |
| Beste Social Media Präsenz        | BetonMarketing                       |
| Beste Architektur-Hauszeitschrift | Velux „Daylight&Architecture“        |

## Gewinner 2014
Die Preisträger zur Verleihung des Architects´ Darling am 28. Oktober 2014 in Celle:

### Produkt-Awards 2014
| Kategorie               | Gewinner           |
| ----------------------- | ------------------ |
| Abdichtung              | PCI                |
| Architekten-Software    | NEMETSCHEK Allplan |
| Aufzugstechnik          | ThyssenKrupp       |
| Barrierefreiheit        | HEWI               |
| Beschläge               | FSB                |
| Büromöbel               | Vitra              |
| Dämmstoffe              | Isover             |
| Elastische Bodenbeläge  | Armstrong DLW GmbH |
| Entwässerungstechnik    | Geberit            |
| Fassade                 | Schüco             |
| Fenster                 | Velux              |
| Galabau                 | ACO                |
| Kleber und Mörtel       | PCI                |
| Raumklima und Lüftung   | Stiebel Eltron     |
| Regenerative Energien   | Viessmann          |
| Sanitäre Objekte        | Duravit            |
| Sauberlaufzonen         | emco               |
| Textile Bodenbeläge     | Vorwerk            |
| Treppen                 | Kenngott           |
| Türen                   | Hörmann            |
| Wärmedämmverbundsysteme | Sto                |

### Themen-Awards 2014
Eine Fachjury, bestehend aus dem Juryvorsitzenden Amandus Sattler, Mitbegründer des erfolgreichen Münchner Büros Allmann Sattler Wappner sowie namhaften Vertretern internationaler Top-Architekturbüros, prämierte zusätzlich unter den Anbietern aller Produktbereiche die Gewinner in den folgenden Kategorien:
| Kategorie                         | Gewinner                                  |
| --------------------------------- | ----------------------------------------- |
| Bester E-Mail-Newsletter          | JUNG Architekturgespräche                 |
| Beste Architektur-Hauszeitschrift | BERKER „Blueprint B.11“                   |
| Beste Website                     | Gira.de                                   |
| Beste App                         | Brillux App 3.0                           |
| Beste Social-Media-Präsenz        | BetonMarketing                            |
| Beste Produktinnovation           | unlimited solutions „PanoramAH! Skylight“ |

## Gewinner 2015
Die Preisträger zur Verleihung des Architects´ Darling am 3. November 2015 in Celle:

### Produkt-Awards 2015
| Kategorie                    | Gewinner            |
| ---------------------------- | ------------------- |
| Außenanlagen                 | ACO                 |
| Außenwandbekleidungen        | Eternit             |
| Automatiktüren               | DORMA               |
| Balkone und Terrassen        | Schöck              |
| Befestigungstechnik          | Halfen              |
| Brandschutz                  | DEUTSCHE ROCKWOOL   |
| Dachdeckungen                | Braas               |
| Einhausungen                 | Gerhardt Braun      |
| Elektroinstallationstechnik  | Gira                |
| Fachmessen                   | Messe München – BAU |
| Farben und Lacke             | Brillux             |
| Flachdach                    | Paul Bauder         |
| Fliesen und Platten          | V & B Fliesen       |
| Heiztechnik                  | Buderus             |
| Lichttechnik                 | BEGA                |
| Mauerwerk                    | Wienerberger        |
| Möblierungssysteme           | Rolf Benz           |
| Sanitäre Armaturen           | Hansgrohe           |
| Schallschutz und Raumakustik | OWA                 |
| Schwimmbad                   | AGROB BUCHTAL       |
| Sonnenschutz                 | ROMA                |
| Tageslichtsysteme            | VELUX               |
| Tore                         | Hörmann             |
| Trockenbau                   | Knauf               |

### Themen-Awards 2015
Eine Fachjury, bestehend aus Kommunikationsexperten aus Wissenschaft und Praxis sowie namhaften Vertretern internationaler Top-Architekturbüros, prämierte zusätzlich unter den Anbietern aller Produktbereiche die Gewinner in den folgenden Kategorien:
| Kategorie                         | Gewinner                  |
| --------------------------------- | ------------------------- |
| Beste Produktinnovation           | DUCON                     |
| Bester E-Mail-Newsletter          | Albrecht Jung             |
| Beste Website                     | DELTA LIGHT®              |
| Beste Social-Media-Präsenz        | InformationsZentrum Beton |
| Beste Architekten-App             | Brillux                   |
| Bester Imagefilm                  | ERCO                      |
| Beste Architektur-Hauszeitschrift | Schüco                    |

## Gewinner 2016
Die Preisträger zur Verleihung des Architects´ Darling am 10. November 2016 in Celle:

### Produkt-Awards 2016
| Kategorie                          | Gewinner          |
| ---------------------------------- | ----------------- |
| Architekten-Software               | Allplan           |
| Aufzugstechnik                     | Schindler         |
| Barrierefreiheit                   | HEWI              |
| Beschläge                          | FSB               |
| Bestes Weiterbildungsangebot       | Wienerberger      |
| Elastische Bodenbeläge             | DLW Flooring      |
| Textile Bodenbeläge                | Vorwerk           |
| Büromöbel                          | Vitra             |
| Dämmstoffe                         | DEUTSCHE ROCKWOOL |
| Eingangsmatten / Sauberlaufzonen   | emco              |
| Entwässerungstechnik               | Geberit           |
| Fassadenkonstruktionen             | Schüco            |
| Fenster und Fenstertechnik         | Schüco            |
| Freiflächenlösungen / GaLaBau      | ACO               |
| Gebäudeabdichtung                  | Paul Bauder       |
| Gebäudesystemtechnik / -automation | Gira              |
| Kleber und Mörtel                  | PCI               |
| Klima- und Lüftungstechnik         | Stiebel Eltron    |
| Sanitäre Objekte und Zubehör       | Hansgrohe         |
| Treppen                            | Kenngott          |
| Türen und Türtechnik               | dormakaba         |
| Unterdecken / Deckenkonstruktionen | Knauf Gips        |
| Wärmedämmverbundsysteme            | Sto SE            |

### Themen-Awards 2016
Eine Fachjury, bestehend aus Kommunikationsexperten aus Wissenschaft und Praxis sowie namhaften Vertretern internationaler Top-Architekturbüros, prämierte zusätzlich unter den Anbietern aller Produktbereiche die Gewinner in den folgenden Kategorien:
| Kategorie                         | Gewinner                  |
| --------------------------------- | ------------------------- |
| Beste Produktinnovation           | Saint-Gobain Rigips       |
| Bestes Referenzobjekt             | VELUX                     |
| Beste Anzeige                     | FSB                       |
| Beste Architekten-App             | Brillux                   |
| Beste Architektur-Hauszeitschrift | RECKLI                    |
| Bester E-Mail-Newsletter          | JUNG                      |
| Bester Imagefilm                  | dormakaba                 |
| Beste Social-Media-Präsenz        | InformationsZentrum Beton |
| Beste Website                     | Sky-Frame                 |